# Saint-Jean-de-Bœuf
Saint-Jean-de-Bœuf è un comune francese di 112 abitanti situato nel dipartimento della Côte-d'Or, nella regione della Borgogna-Franca Contea.

## Società

### Evoluzione demografica
Abitanti censiti